# Wolfgang Schroeder

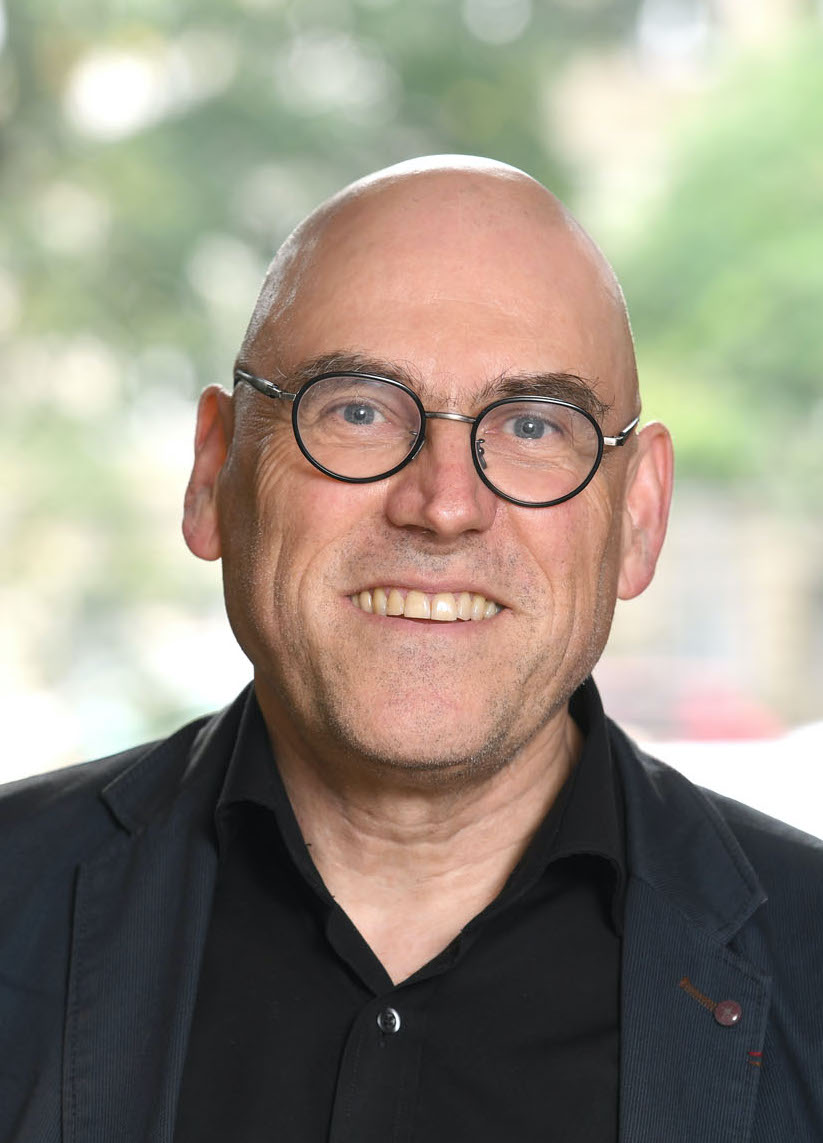
Wolfgang Schroeder (2017)

Wolfgang Schroeder (* 10. Juni 1960 in Mayen, Eifel) ist ein deutscher Politikwissenschaftler. An der Universität Kassel ist er Professor für das politische System der Bundesrepublik Deutschland. Von 2009 bis 2014 war er Staatssekretär im Ministerium für Arbeit, Soziales, Frauen und Familie des Landes Brandenburg.

## Leben
Wolfgang Schroeder absolvierte von 1980 bis 1986 ein Studium der Politikwissenschaft in Marburg, Wien, Tübingen und Frankfurt am Main. Auf seinen Studienabschluss 1986 an der Johann Wolfgang Goethe-Universität Frankfurt am Main folgte von 1987 bis 1991 an dieser Hochschule eine Beschäftigung als wissenschaftlicher Mitarbeiter. 1991 promovierte er an der Justus-Liebig-Universität Gießen zum Thema Katholizismus und Einheitsgewerkschaft. Der Streit um den DGB und der Niedergang des Sozialkatholizismus in der Bundesrepublik bis 1960. Im Jahr 1999 betätigte er sich als Gastwissenschaftler in der Abteilung Institutionen und sozialer Wandel am Wissenschaftszentrum Berlin.
Schroeder war von 1991 bis 1997 Referent in der Abteilung Grundsatzfragen beim Vorstand der IG Metall in Frankfurt/Main. Von 1997 bis 2000 war er dort Referent für industrielle Beziehungen und zuständig für Grundsatzfragen der Tarifpolitik, Kontakte zum Parlament und zu den Parteien. Im Jahre 2000 folgte die Ressortleitung für europäische Tarifkoordination beim Vorstand der IG Metall, die bis in das Jahr 2003 andauerte. Schließlich fungierte er von 2003 bis 2006 als Leiter der Abteilung Sozialpolitik beim Vorstand der IG Metall.
Im Jahr 2000 erfolgte seine Habilitation am Fachbereich Gesellschaftswissenschaften der Johann Wolfgang Goethe-Universität Frankfurt zum Thema Das Modell Deutschland auf dem Prüfstand. Zur Entwicklung der industriellen Beziehungen in Ostdeutschland. Seit 2001 lehrt er als Privatdozent an der Johann Wolfgang Goethe-Universität Frankfurt. Im Sommersemester 2001 vertrat er eine Professur an der Technischen Universität Darmstadt, und im Jahre 2005 forschte er als Visiting Fellow am Center for European Studies an der Harvard University.
Seit Mai 2006 leitet Schroeder das Fachgebiet „Politisches System der BRD - Staatlichkeit im Wandel“ an der Universität Kassel. 2009 wurde er zum Staatssekretär im Ministerium für Arbeit, Soziales, Frauen und Familie des Landes Brandenburg unter Minister Günter Baaske berufen. Wolfgang Schroeder beendete seine Tätigkeit als Staatssekretär im Januar 2014 und kehrte zum 1. Februar 2014 wieder an sein Fachgebiet in Kassel zurück.
Wolfgang Schroeder war langjähriges Mitglied der Grundwertekommission der SPD, bis er diese 2024 verließ. Von 2022 bis 2024 gehörte er dem Rat der Arbeitswelt an, einem Expertengremium zur Beratung des Bundesministeriums für Arbeit und Soziales (BMAS). Der Rat wurde zum 30. Juni 2024 aufgelöst. Schroeder ist Vorsitzender der Denkfabrik Das Progressive Zentrum sowie seit 2016 Fellow am Zentrum für Zivilgesellschaftsforschung, Abteilung Demokratie und Demokratisierung des Wissenschaftszentrums Berlin für Sozialforschung.

## Schriften (Auswahl)
- (mit Samuel Greef, Jennifer Ten Elsen, Lukas Heller, Saara Inkinken): Einfallstor für rechts? Zivilgesellschaft und Rechtspopulismus in Deutschland. Campus, Frankfurt/ New York, 2022, ISBN 978-3-593-51500-7
- (mit Seongcheol Kim, Samuel Greef): The Far Right in the Workplace. A Six-Country Comparison. Palgrave Macmillan, New York, 2022, ISBN 978-3-031-04001-6
- (mit Seongcheol Kim, Samuel Greef): Rechte Akteure im Betrieb. Sechs EU-Länder im Vergleich. Springer VS, Wiesbaden, 2022, ISBN 978-3-658-37689-5
- (mit Florian Grotz): Das politische System der Bundesrepublik Deutschland. Eine Einführung. Springer, Wiesbaden, 2021, ISBN 978-3-658-08637-4
- (mit Daniel Buhr, Rolf Frankenberger, Udo Zolleis, Hrsg.): Innovation im Wohlfahrtsstaat. Neue Ideen für Wissenschaft und Politik. Nomos, Baden-Baden, 2021, ISBN 978-3-8487-8134-8
- (mit Ursula Bitzegeio, Sandra Fischer, Hrsg.) Digitale Industrie – Algorithmische Arbeit – Gesellschaftliche Transformation. Dietz, Bonn 2020, ISBN 978-3-8012-4272-5
- (mit Michaela Schulze, Hrsg.): Wohlfahrtsstaat und Interessenorganisationen im Wandel. Nomos Verlagsgesellschaft GmbH & Co. KG, Wiesbaden, 2019, ISBN 978-3-8487-3779-6
- (mit Bernhard Weßels, Hrsg.): Smarte Spalter: Die AfD zwischen Bewegung und Parlament. Dietz J H, Bonn, 2019, ISBN 978-3-8012-0552-2
- Interessenvertretung in der Altenpflege. Zwischen Staatszentrierung und Selbstorganisation. Springer VS, Wiesbaden, 2017, ISBN 978-3-658-19406-2
- Konfessionelle Wohlfahrtsverbände im Umbruch. Fortführung des deutschen Sonderwegs durch vorsorgende Sozialpolitik? Springer VS, Wiesbaden, 2016, ISBN 978-3-658-16298-6
- (mit Bernhard Weßels, Hrsg.): Handbuch Arbeitgeber- und Wirtschaftsverbände in Deutschland, 2. Aufl. Springer VS, Wiesbaden, 2016, ISBN 978-3-658-08175-1
- (mit Arijana Neumann): Politik und Regieren in Hessen, Wiesbaden: VS – Verlag für Sozialwissenschaften, 2016, ISBN 978-3-531-17302-3.
- (Hrsg.) Kassel 4.0 – Stadt der Transformationen. Schüren, Marburg, 2015, ISBN 978-3-89472-293-7
- (Hrsg.): Handbuch Gewerkschaften in Deutschland (2. überarbeitete, erweiterte und aktualisierte Auflage; unter Mitarbeit von Samuel Greef), Wiesbaden: VS – Verlag für Sozialwissenschaften, 2014, ISBN 978-3-531-19495-0.
- Vorsorge und Inklusion. Wie finden Sozialpolitik und Gesellschaft zusammen? (Mit einem Geleitwort von Matthias Platzeck), Berlin: Vorwärts Buch, 2012, ISBN 978-3-86602-769-5.
- (mit Viktoria Kalass und Samuel Greef): Berufsgewerkschaften in der Offensive. Vom Wandel des deutschen Gewerkschaftsmodells, Wiesbaden: VS – Verlag für Sozialwissenschaften, 2011, ISBN 978-3-531-18203-2.
- (mit Bernhard Weßels) (Hrsg.): Handbuch Arbeitgeber- und Wirtschaftsverbände in Deutschland, Wiesbaden: VS – Verlag für Sozialwissenschaften, 2010, ISBN 978-3-531-14195-4.
- (mit Bettina Munimus und Diana Rüdt): Seniorenpolitik im Wandel – Verbände und Gewerkschaften als Interessenvertreter der älteren Generation, Frankfurt am Main: Campus, 2010, ISBN 978-3-593-39318-6.
- (Hrsg.): Parteien und Parteiensystem in Hessen. Vom Vier- zum Fünfparteiensystem, Wiesbaden: VS – Verlag für Sozialwissenschaften, 2008, ISBN 978-3-531-16003-0.
- Das Modell Deutschland auf dem Prüfstand. Zur Entwicklung der industriellen Beziehungen in Ostdeutschland, Wiesbaden: Westdeutscher Verlag, 2000, ISBN 978-3-531-13524-3.
- (mit Burkard Ruppert): Austritte aus Arbeitgeberverbänden: Eine Gefahr für das deutsche Modell?, Marburg: Schüren, 1996, ISBN 978-3-89472-191-6.
- (mit Wolfgang Kowalsky) (Hrsg.): Rechtsextremismus. Einführung und Forschungsbilanz, Opladen: Westdeutscher-Verlag, 1994, ISBN 978-3-531-12561-9.
- Katholizismus und Einheitsgewerkschaft. Der Streit um den DGB und der Niedergang des Sozialkatholizismus in der Bundesrepublik bis 1960, Reihe: Politik- und Gesellschaftsgeschichte. Band 30. Bonn: Dietz Verlag, 1992, ISBN 978-3-8012-4037-0.